# Guerre navale algéro-tunisienne de 1811
La guerre navale algéro-tunisienne de 1811 est un engagement naval qui oppose, le 22 mai 1811, une flotte algérienne commandée par Raïs Hamidou et une flotte tunisienne commandée par Mohammed Mourali, également connu sous le nom d'al-Mourali.

## Contexte
Les relations entre la régence de Tunis et la régence d'Alger sont plutôt tendues après l'élection du dey d'Alger, Hadj Ali, et une guerre allait bientôt être déclarée. Pendant qu'Ali rassemble ses forces sur terre, il confie le front naval à la taïfa des raïs, une sorte de compagnie représentant les raïs (capitaines de vaisseau) et leurs intérêts.
Tout au long des années 1810 et 1811, l'amiral et corsaire algérien, Hamidou ben Ali, plus connu sous le nom de Raïs Hamidou, capture plusieurs navires marchands tunisiens, ainsi qu'un navire anglais qui transportait des marchandises tunisiennes. Ces raids ont causé au total plus de 144 000 francs de pertes aux Tunisiens.

## Déroulement
Les flottes algérienne et tunisienne se rencontrent le 22 mai, près de Sousse.
Alors que les vaisseaux amiraux de Hamidou et de Mourali se rencontrent directement, les autres navires de la flotte s'abstiennent pour la plupart de combattre et ne s'affrontent qu'occasionnellement.
Après environ six heures de combat, le navire de guerre tunisien est sévèrement affaibli, et son capitaine gravement blessé. Il se rend et baisse son pavillon. Les autres navires de la flotte tunisienne, voyant leur chef capituler, tentent de le libérer mais, après quelques bordées, ils battent en retraite jusqu'à Monastir. La bataille se termine à peu près à l'heure de la prière d'Asr.
Victorieux, Raïs Hamidou rentre à Alger, ramenant avec lui la frégate tunisienne capturée.